# Campo Gallina
Campo Gallina è una località sita a 1.855 m s.l.m. sulla parte settentrionale dell'Altopiano dei Sette Comuni, acrocoro posto a nord della Provincia di Vicenza, tra i confini del Veneto e del Trentino.

## Prima guerra mondiale
Durante la prima guerra mondiale nella conca di Campo Gallina (denominata dagli imperiali anche coi nomi di "Dosso del Fine" o "Campo Trentin") esisteva una vera e propria cittadella austroungarica dotata di chiesa, cinema, ricoveri, spaccio, ospedale e magazzini. Si stima che abbia ospitato all'epoca fino a 25.000 militari austro-ungarici. La zona era difatti sede della 6ª Divisione di Fanteria A.U. (comandante il generale von Mecenseffy) e della 6ª Brigata di artiglieria campale (comandante il colonnello Von Rabl) e venne qui ubicata per evitare ai soldati di percorrere la Erzherzog Eugen Straße, strada sottoposta ad elevato rischio slavine per diversi mesi l'anno. Vi si trovava anche uno dei 41 Cimiteri di guerra dell'Altopiano dei Sette Comuni.

La base logistica in una foto d'epoca

Dal giugno del 1916 all'autunno del 1917 la Divisione schierava in linea la 12ª Brigata (che comprendeva il 20º e il 7º Battaglione Feldjäger ed il 17º Reggimento "Kronprinz") e l'11ª Brigata (che comprendeva il 27º Reggimento "König der Belgier" ed il 2º Reggimento bosno-erzegovese). Dopo aver sostenuto l'offensiva italiana del giugno 1917 (la Battaglia dell'Ortigara), nell'autunno la Divisione partecipò ai sanguinosi combattimenti contro le Melette di Gallio ed il Monte Zomo, dovendo poi essere ritirata dall'Altopiano a causa delle ingenti perdite subite.
La conca è raggiungibile percorrendo la Erzherzog Eugen Straße, strada militare sterrata costruita da 1.300 soldati austriaci nella primavera del 1916 (in appena 32 giorni) che taglia il profilo occidentale del Monte Portule e percorribile solamente a piedi o in mountain-bike in quanto chiusa al traffico veicolare. La Erzherzog Eugen Strasse termina al trivio denominato I Monumenti, da cui si diramano la Karl Straße (denominata Kaiser Karl Strasse in memoria del principe austriaco salito al trono alla morte dell'imperatore Francesco Giuseppe) e la Zoviellostraße: per raggiungere Campo Gallina si deve salire lungo la Kaiser Karl Strasse. Proseguendo lungo la strada (che conduce al Monte Ortigara), poco oltre la conca di Campo Gallina, si giunge alla Selletta Mecenseffy, località dove il 6 ottobre 1917 vide la morte il comandante la 6ª Divisione di Fanteria A.U. di Graz Artur Edler von Mecenseffy, colpito da un colpo di artiglieria sparato dalla Cima della Caldiera.
Il monumento in memoria di von Mecenseffy venne però realizzato in prossimità della sede di Campo Gallina mentre sul punto della morte, alla Selletta Mecenseffy, venne semplicemente murata una lapide. Comandante per un lunghissimo periodo della grande unità austro-ungarica, il Feldmarschallleutnant Mecenseffy prima della 6ª Divisione aveva comandato la 10ª Divisione di fanteria e ricoperto incarichi di stato maggiore nella 2ª e nella 4ª Armata. Nel settembre del 1916 era subentrato al GM Rudolf Muller al comando della 6ª Divisione schierata nel settore nord dell'Altopiano. Sepolto inizialmente sull'Altopiano di Asiago, il suo corpo venne esumato subito dopo su disposizione del Capo di stato maggiore Franz Conrad von Hötzendorf e trasferito nella cripta di famiglia a Vienna, nel cimitero di Döbling, dove tuttora riposa.
Dopo la costruzione delle tre strade militari, il trivio dei Monumenti divenne un punto nevralgico del sistema logistico della 6ª Divisione. Qui terminava inoltre la teleferica da campo n.14 proveniente dalla Val d'Assa e transitava anche la teleferica n.13 diretta proprio a Campo Gallina. Oltre a numerosi baraccamenti lungo la Karl strasse, venne scavata dai reparti del Genio anche una imponente caverna, con tre entrate, destinata a deposito munizioni.
Alla fine delle ostilità, la chiesetta di Campo Gallina, fu smontata, trasportata e ricostruita a Roana per sostituire quella del paese, andata completamente distrutta dai bombardamenti. Attualmente a Campo Gallina è ancora visibile il basamento della chiesa oltre a ruderi di altre opere.

## Seconda guerra mondiale
Durante la seconda guerra mondiale Campo Gallina era il punto scelto dagli aerei alleati per paracadutare armi e viveri a sostegno della Resistenza, in particolar modo quella locale, ma anche a servizio della Resistenza di tutto il Veneto occidentale.

## Campo Gallina oggi
Per ricordare il 100º anniversario dalla fine delle ostilità, la zona è stata interessata da una serie di interventi a carattere restaurativo grazie al progetto denominato Ecomuseo della Grande Guerra nelle Prealpi Vicentine. Inoltre fa parte del percorso denominato Sentiero della Pace che ripercorre alcuni luoghi legati alla prima guerra mondiale.
Attualmente sono visibili i seguenti resti della ex base logistica:
- resti dell'ospedale da campo n. 1303
- resti del complesso di baraccamenti e di caverne di ricovero del comando della 6ª Divisione A.U.
- resti della stazione teleferica T13
- resti del cimitero A.U. di Campo Gallina
- cisterne dell'acquedotto che da bocchetta Portule raggiungeva la conca della Busa del Cavallo
- monumento degli Eroi e monumento funebre del comandante della 6ª Divisione, Artur von Mecenseffy
- basamento della chiesa
- tratto principale della Kaiser Karl Straße
- caverne di ricovero e deposito munizioni
- cippo Erzherzog Eugen Straße

## Galleria d'immagini

La base logistica e la chiesetta in una foto d'epoca
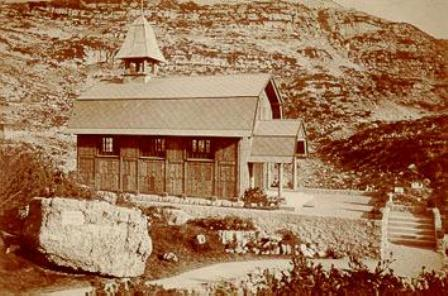
La chiesetta di Campo Gallina costruita dai soldati au
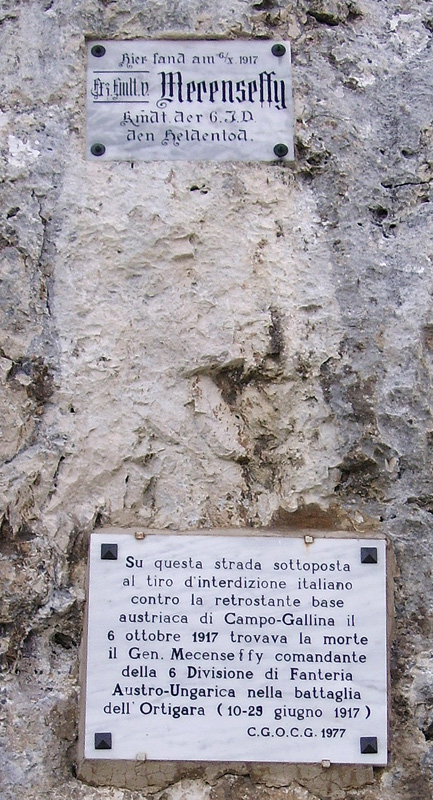
Lapidi presso la Selletta Mecenseffy
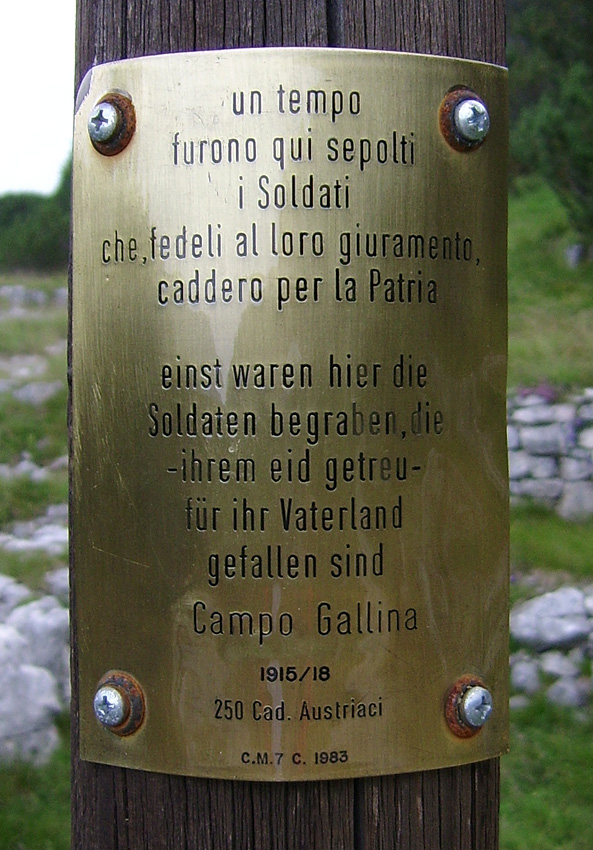
Crocifisso nell'ex cimitero di Campo Gallina